# Attentat du 27 mars 2016 à Lahore
L'attentat du 27 mars 2016 qui s'est produit à Lahore, deuxième plus grande ville du Pakistan et capitale du Pendjab, est un attentat-suicide perpétré contre la communauté chrétienne, célébrant la fête de Pâques.
Au moins 72 personnes dont 29 enfants ont été tuées et près de 340 autres ont été blessées.

## Description
L'attentat a eu lieu à l'entrée du parc Gulshan-e-Iqbal à Lahore, au moyen de forts explosifs, aux alentours de 18 h 30. Un manège pour enfants se situant près de l'entrée où s'est fait exploser le kamikaze, la plupart des victimes sont des femmes et des enfants. Le parc était particulièrement plein : de nombreuses familles quittaient l'endroit après y avoir pique-niqué pour fêter Pâques.
L'attentat est revendiqué par le groupe Jamaat-ul-Ahrar, qui a été un temps dissident du principal groupe insurgé taliban au Pakistan, le Tehrik-e-Taliban Pakistan. Ehsanullah Ehsan, porte-parole du groupe islamiste, confirme : « La cible était les chrétiens ». L’auteur de cet attentat a été identifié grâce à sa tête retrouvée sur place. Il était âgé de 28 ans. Selon la chaîne Al Jazeera, il n'y aurait que 14 chrétiens morts, la plupart des victimes seraient musulmanes.

## Réactions
Un deuil de trois jours est décrété dans la province de Pendjab.

### Autorités gouvernementales
- États-Unis : la Maison-Blanche dénonce un « effroyable acte terroriste »[1].
- France : le président de la République François Hollande exprime au peuple pakistanais « toute la solidarité de la France dans ces moments douloureux »[6].
- Inde : dans un appel à son homologue pakistanais, Narendra Modi lui exprime sa sympathie.
- ONU : Ban Ki-moon condamne l'attaque et appelle Islamabad à protéger les minorités religieuses[7].
- Pakistan : le Premier ministre pakistanais Nawaz Sharif condamne cet attentat et annonce de futures opérations anti-terroristes dans le sud de la province du Pendjab. Shahbaz Sharif, qui dirige le gouvernement de la province, annonce trois jours de deuils et des compensations financières pour les familles des victimes[8]. La jeune lauréate pakistanaise du prix Nobel de la paix, Malala Yousafzaï, se dit quant à elle « accablée par cette tuerie dénuée de sens ».

### Autorités religieuses
Parlant au nom du Vatican, le père Federico Lombardi déclare que « cet attentat jette une ombre d'angoisse sur la fête de Pâques. Encore une fois, la haine homicide frappe vilement les personnes qui sont le plus sans défense. Avec le pape, nous prions pour les victimes, nous sommes proches des blessés, des familles frappées d'une immense douleur, des membres des minorités chrétiennes encore une fois frappées par la violence fanatique, de l'ensemble du peuple pakistanais blessé ».
Après le Regina Cœli, le pape François déclare : « Hier au Pakistan, la Sainte Pâque a été ensanglantée par un attentat exécrable. Encore une fois, la violence et le meurtre haineux conduisent seulement à la souffrance et à la destruction ». Il appelle ensuite les autorités du Pakistan à tout faire pour assurer la sécurité de la population et en particulier celle de la minorité chrétienne,.